# Duma (planta)
Duma es un género de plantas de la familia Polygonaceae.  Comprende 14 especies descritas y de estas, solo 3 aceptadas.

## Taxonomía
El género fue descrito por Tanja Magdalena Schuster  y publicado en International Journal of Plant Sciences 172(8): 1061. 2011.

## Especies aceptadas
A continuación se brinda un listado de las especies del género Duma aceptadas hasta mayo de 2015, ordenadas alfabéticamente. Para cada una se indica el nombre binomial seguido del autor, abreviado según las convenciones y usos. 
- Duma coccoloboides (J.M. Black) T.M. Schust.
- Duma florulenta (Meisn.) T.M. Schust.
- Duma horrida (H. Gross) T.M. Schust.